# Mjöll
Mjöll ist der Name einer Riesin aus der nordischen Mythologie. Da der Name in der Altnordischen (Altisländisch) Sprache „Schnee, Neu- oder Pulverschnee“ bedeutet ist sie vermutlich dem Geschlecht der Reifriesen zuzuzählen.